# San Servando
San Servando és una entitat de població de l'Uruguai a l'extrem oriental del departament de Cerro Largo, sobre la frontera amb el Brasil. Té una població aproximada de 100 habitants, segons les dades del cens del 2004. És a 7 metres sobre el nivell del mar.